# Vladimir Sucharev
Vladimir Georgievič Sucharev (in russo Владимир Георгиевич Сухарев?; Korday, 10 luglio 1924 – Mosca, 30 aprile 1997) è stato un velocista sovietico.

## Palmarès
| Anno | Manifestazione  | Sede      | Evento      | Risultato        | Prestazione | Note |
| ---- | --------------- | --------- | ----------- | ---------------- | ----------- | ---- |
| 1950 | Europei         | Bruxelles | 100 m piani | Bronzo           | 10"7        |      |
| 1950 | Europei         | Bruxelles | 4×100 m     | Oro              | 41"5        |      |
| 1952 | Giochi olimpici | Helsinki  | 100 m piani | 5º               | 10"5        |      |
| 1952 | Giochi olimpici | Helsinki  | 200 m piani | Quarti di finale | 21"7        |      |
| 1952 | Giochi olimpici | Helsinki  | 4×100 m     | Argento          | 40"3        |      |
| 1956 | Giochi olimpici | Melbourne | 4×100 m     | Argento          | 39"8        |      |